# Johann Georg Gern

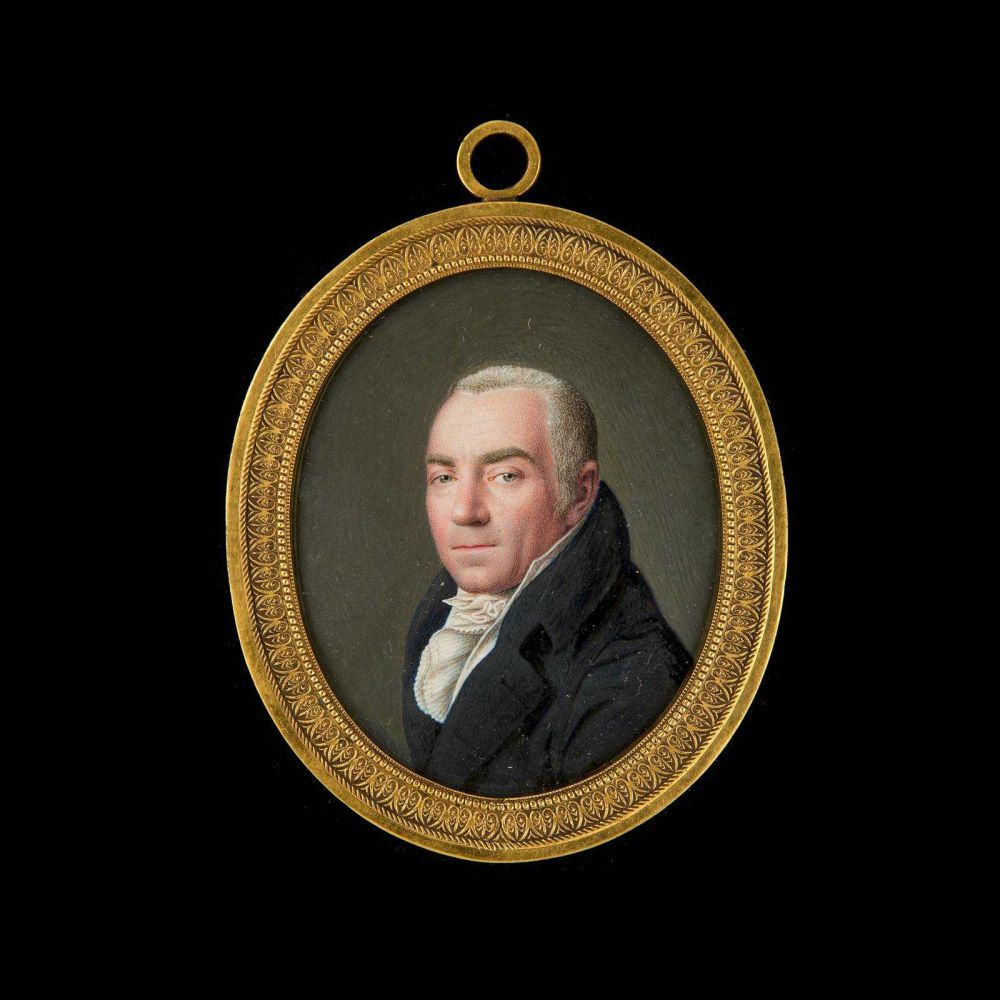
Johann Georg Gern, Miniaturbildnis von Johann Heusinger, um 1810?

Johann Georg Gern (* 20. März 1757 in Rottendorf bei Würzburg; † 11. März 1830 in Berlin) war ein deutscher Opernsänger (Bass), Königlich Preußischer Kammersänger und Schauspieler.

## Leben und Wirken
Gern studierte zunächst Theologie, war anfangs als Kirchensänger tätig und absolvierte dann aufgrund seiner stimmlichen Begabung Gesangsstudien. Er debütierte am 20. Januar 1780 in der Rolle des Belmont in der Uraufführung von Anton Schweizers Oper Rosamunde am Mannheimer Hoftheater. Aufgrund der politischen Umstände in Folge der Besetzung durch die Franzosen wechselte er 1795 an die Münchner Hofoper, wo er bereits seit 1791 gastiert hatte, und bis 1800 im Engagement blieb. Ab 1801 war er Mitglied der Königlichen Hofoper in Berlin. Seit April 1801 gehörte er auf Intentionen von August Wilhelm Iffland, der Gerns Darstellungskunst sehr schätzte, dem Mitgliedervorstand des Königlichen Schauspielhauses an, wo er neben seiner Sängerlaufbahm immer wieder auch als Schauspieler wirkte. Bereits 1793 hatte Gern in Berlin ein Gastspiel gegeben und debütierte nun als festes Ensemblemitglied am 11. Mai 1801 als Sarastro in Mozarts Zauberflöte. 1802 wirkte er an der Uraufführung von Johann Friedrich Reichardts Oper Das Zauberschloss mit.
Gern verkörperte an der Berliner Oper eine Vielzahl von Rollen. Unter anderem den Abbé de Lattaignant in Fanchon das Leyermädchen von Friedrich Heinrich Himmel, Leporello in Don Giovanni, Graf Almaviva in Die Hochzeit des Figaro und den Mikéli in Cherubinis Wasserträger. In Opern von Carl Maria von Weber sang er den Omar in Abu Hassan (Erstaufführung 1813), den Grafen Adelhart in Silvana – in der Zeit der Vorbereitung dieser Oper, die Weber selbst dirigierte, verkehrte Weber bei den Gerns. Am Schauspielhaus Berlin sang er 1816 in der Uraufführung von E.T.A. Hoffmanns Undine den Fischer sowie 1821 in der Uraufführung des Freischütz den Eremiten.
Gern konzertierte außerdem an der von Carl Friedrich Zelter gegründeten Berliner Liedertafel. Seine Bühnenlaufbahn beendete er 1829 in der Rolle des Gordon in Schillers Drama Wallensteins Tod und war anschließend als Pädagoge tätig. Am Tag seines 50-jährigen Bühnenjubiläums im Jahr 1830 wurde ihm von König Friedrich Wilhelm III. die Große Goldene Verdienstmedaille verliehen.

## Privates
Gerns jüngerer Bruder Balthasar Gern (* 1765 in Rottendorf) war ebenfalls Bassist und Kurtrierischer Kammersänger. Gern war mit Amalie Boden (nach anderen Quellen: Bodenius) verheiratet; sein Sohn war der Schauspieler Albert Leopold Gern. 

## Rezeption
Carl Friedrich Zelter schrieb über Gern an Johann Wolfgang von Goethe:
„Seine Stimme war von der Milde, Kraft und Schönheit eines Gottes... Er war auch ein guter Schauspieler; sein „Bruder Lorenzo“ in Romeo und Julie, sein „Wasserträger“ unvergleichlich. Wenn er an der Liedertafel die Generalbeichte sang und die Absolution sprach, war man der Sünde ledig.“
Die Zeitschrift Eunomia schrieb im Jahr 1801:
„Unsere Nationalbühne hat an Herrn Gern, der von Mannheim hierher gekommen ist, ein neues Mitglied erhalten, einen Künstler, welcher unter unsere vorzüglichsten zu rechnen ist. Er ist als Baßsänger für die Oper engagirt. Das Publikum kannte seine Verdienste schon durch die Gastrollen, welche er im vergangenen Jahr hier spielte, und freute sich daher schon im voraus auf seine Erscheinung. Seine Stimme hat bei einem großen Umfange eine Stärke und Tiefe, wie man sie selten findet, und sein Vortrag ist so geschmackvoll als richtig...“